# Paula Chalmers
Pour les articles homonymes, voir Chalmers.
Pas d'image ? Cliquez ici

a Compétitions nationales et continentales officielles uniquement.

b Matchs officiels uniquement.
Dernière mise à jour le 26 mars 2024.
Paula Chalmers, née le 8 juin 1972, est une joueuse internationale écossaise de rugby à XV occupant le poste de demi de mêlée.
Son frère ainé Craig Chalmers est lui aussi joueur de rugby à XV et international écossais.

## Biographie
Elle joue en club pour les Murrayfield Wanderers.
Elle est internationale et évolue avec l'équipe d'Écosse au plus haut niveau.
C'est l'une des leaders de l'équipe, elle compte 72 sélections au 15 août 2006, elle est la capitaine de l'équipe qui se rend à Edmonton au Canada pour disputer la Coupe du monde 2006.
Son frère aîné Craig compte 60 sélections entre 1989 et 1999 avec l'équipe nationale masculine.

## Palmarès
(Au 15.08.2006)
- 72 sélections avec l'équipe d'Écosse.
- Participation à la Coupe du monde 2006.
- Participations au Tournoi des Six Nations.